# Vasco Extended Play
Vasco Extended Play è il primo EP del cantautore italiano Vasco Rossi, pubblicato l'11 maggio 2007 dalla EMI.

## Descrizione
Contiene due versioni del singolo di lancio Basta poco, in precedenza acquistabile esclusivamente via internet, e il video della canzone, i cui protagonisti sono nati da disegni del figlio di Rossi, Luca Rossi Schmidt.
Il brano La compagnia è scritto da Mogol e Carlo Donida per Marisa Sannia e reinterpretato da Lucio Battisti nel 1976.

## Tracce
1. Basta poco – 4:34 (Vasco Rossi)
2. La compagnia – 5:11 (Mogol, Carlo Donida)
3. Basta poco (Original Demo) – 5:14 (Vasco Rossi)
4. Basta poco (Videoclip) – 4:35 (Vasco Rossi)

## Formazione
- Vasco Rossi – voce
- Max Gelsi – basso (traccia 1)
- Lele Melotti – batteria (traccia 1)
- Stef Burns – chitarra (tracce 1 e 2)
- Frank Nemola – tastiera, cori e programmazione (tracce 1 e 2)
- Lee Sklar – basso (traccia 2)
- Vinnie Colaiuta – batteria (traccia 2)
- Michael Landau – chitarra (traccia 2)
- Guido Elmi – chitarra (traccia 2)

## Classifiche

### Classifiche di fine anno
| Classifica (2007) | Posizione |
| ----------------- | --------- |
| Italia            | 1         |